# Mhörri
Das Mhörri, auch Mhurry, auch Mhurre, war ein ägyptisches Volumenmaß für Getreide in Nubien (Kairo und Alexandria).
- 1 Mhörri = 12 Mauds = 216 Selgas = 14.211 Pariser Kubikzoll = etwa 282 Liter